# Akio Yoshida
Akio Yoshida (吉田 明生 Yoshida Akio?, nacido el 3 de diciembre de 1986 en Kanagawa) es un futbolista japonés que se desempeña como centrocampista.

## Trayectoria

### Clubes
| Club          | País  | Año    |
| ------------- | ----- | ------ |
| Arte Takasaki | Japón | 2010   |
| YSCC Yokohama | Japón | 2011 - |

## Estadística de carrera

### J. League
| Club          | Año   | J. League | J. League | Copa J. League | Copa J. League | Total | Total |
| Club          | Año   | Part.     | Goles     | Part.          | Goles          | Part. | Goles |
| ------------- | ----- | --------- | --------- | -------------- | -------------- | ----- | ----- |
| YSCC Yokohama | 2014  | 33        | 10        | -              | -              | 33    | 10    |
| YSCC Yokohama | 2015  | 36        | 4         | -              | -              | 36    | 4     |
| YSCC Yokohama | 2016  | 30        | 1         | -              | -              | 30    | 1     |
| YSCC Yokohama | 2017  | 29        | 2         | -              | -              | 29    | 2     |
| Total         | Total | 128       | 17        | 0              | 0              | 128   | 17    |